# 沃爾頓 (密歇根州)
沃爾頓（英語：Walton）是位於美國密歇根州大特拉弗斯縣法夫萊克鎮區的一個非建制地區。

## 地理
沃爾頓所處的海拔為高於海平面313米（即1027英呎），而該地所採用的時區為UTC-5，即北美东部時區（EST）。同時該地設有夏令時間，為UTC-5調快一小時，即UTC-4（EDT）。